# Чавкай
Чавка́й (пушту چوکي‎, дари چوکی Cawkay) — район провинции Кунар в Афганистане. Расположен в центральной части провинции. Районный центр — деревня Чавкай (34°41′46″ с. ш. 70°55′29″ в. д.), расположенная на высоте 726 метров над уровнем моря в долине реки Кунар. 80 % сооружений в районе были разрушены в ходе военных действий (см. Гражданская война в Афганистане).
Население — 31 600 человек (по данным 2006 года). Национальный состав — почти 100 % пуштуны.